# 佩勒河
53°5′27″N 11°52′16″E / 53.09083°N 11.87111°E

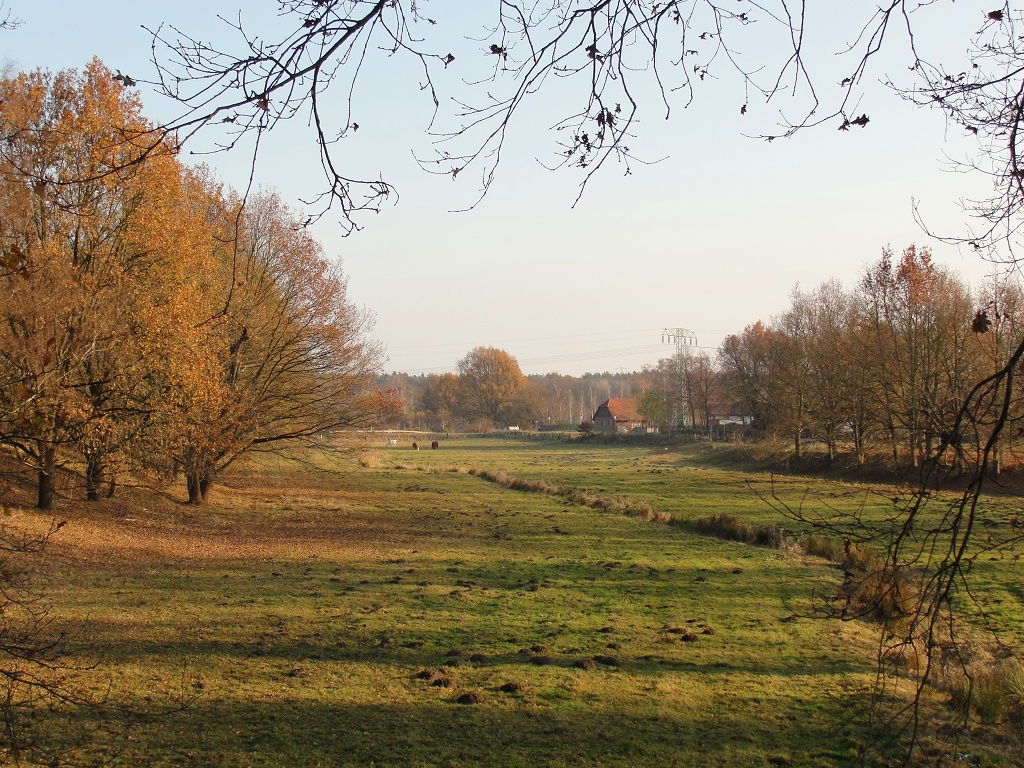
佩勒河

佩勒河（德語：Perle），是德國的河流，位於該國東北部，由勃蘭登堡州負責管轄，屬於施泰珀尼茨河的右支流，處於佩勒貝格，河道全長1.4公里。